# Гречехан (Каменское сельское поселение)
Гречехан (бур. Гэр Yшөөһэн) — заимка в Боханском районе Иркутской области России. Входит в состав Каменского муниципального образования.

## География
Находится в 11 км к юго-востоку от центра сельского поселения, села Каменка, в 32 км к западу от районного центра, посёлка Бохан.

## Происхождение названия
Название Гречехан может происходить от бурятского гэр үшөөһэн — «домашний тальник» («лоза»). В частности, так трактуется схожий топоним Гричехон (в Аларском районе).

## Население
| 2002 | 2010 | 2011 | 2012 |
| ---- | ---- | ---- | ---- |
| 128  | ↘105 | →105 | ↘102 |

По данным Всероссийской переписи, в 2010 году на заимке проживало 105 человек (49 мужчин и 56 женщин).